# Plouray
Plouray (bretonisch: Plourae) ist eine französische Gemeinde mit 1022 Einwohnern (Stand 1. Januar 2022) im Département Morbihan in der Region Bretagne. Sie gehört zum Gemeindeverband Roi Morvan Communauté.

## Geographie
Plouray liegt ganz im Nordwesten des Départements Morbihan an der Grenze zum Département Côtes-d’Armor und gehört zum Pays du Roi Morvan.
Nachbargemeinden sind Glomel im Norden, Mellionnec im Nordosten, Ploërdut im Südosten, Saint-Tugdual im Süden, Priziac im Südwesten sowie Langonnet im Westen.
Der Ort selber liegt an der Kreuzung der D1 von Gourin nach Guémené-sur-Scorff und der D790 von Le Faouët nach Rostrenen. Die wichtigste Straßenverbindung ist die RN 164 weiter im Norden.
Die bedeutendsten Gewässer sind der Fluss Ellé sowie der Bach Stanven. Die Ellé bildet gleichzeitig teilweise die westliche Gemeindegrenze. Zudem gibt es mehrere Teiche unterschiedlicher Größe auf dem Gemeindegebiet.

## Bevölkerungsentwicklung
| Jahr      | 1962 | 1968 | 1975 | 1982 | 1990 | 1999 | 2006 | 2019 |
| Einwohner | 1501 | 1406 | 1358 | 1301 | 1200 | 1144 | 1110 | 1062 |

## Geschichte
Die Gemeinde gehört historisch zur bretonischen Region Bro-Gwened (frz. Vannetais) und innerhalb dieser Region zum Gebiet Bro Bourlet (frz. Pays Pourlet) und teilt dessen Geschichte. Von 1793 bis zu dessen Auflösung 1801 gehörte Plouray zum Kanton Langonnet. Seither ist die Gemeinde dem Kanton Gourin zugeteilt.

## Sehenswürdigkeiten
- Kirche Saint-Yves aus dem 15. Jahrhundert, restauriert im 17. Jahrhundert
- Kapelle Locmaria aus dem 15. Jahrhundert
- Kapelle Saint-Guénin aus dem Jahr 1658; Teilrestauration 1966
- Kapelle Sainte-Hélène et Sainte-Ursule in Villeneuve-Runellou aus dem 17. Jahrhundert;restauriert 1951
- Kreuz von Rosterch
- Brunnen fontaine de dévotion in Kermoustoir aus dem 17. Jahrhundert
- Herrenhaus Guidfoss (auch Guidfosse) aus dem 16. Jahrhundert; restauriert im 18. Jahrhundert und 1944
- Herrenhaus von Penguily (auch Penguilly) aus dem 16. Jahrhundert
- Herrenhaus Kersolo (auch Kersoulou) aus dem 17. Jahrhundert
- Herrenhaus von Kerguzul
- sechs alte Mühlen
- Dolmen von Guidfosse aus der Bronzezeit
- Stele Coët en Ars

|  |  |